# Шумихинский
Шумихинский (до 1953 года Горелое) — посёлок (в 1953—2011 годах — посёлок городского типа) в Пермском крае России. Входит в Губахинский муниципальный округ.
Население — 1645 жителей (2010 год).
Расстояние до ближайшей железнодорожной станции Усьва — 10 километров.

## История
Посёлок Горелое был основан в 1947 году спецпереселенцами.
С 22 декабря 1953 года посёлок городского типа Шумихинский.
22 декабря 1953 года указом Президиума РСФСР был образован посёлок Шумихинский:
Отнести населённый пункт Горелое пригородной зоны города Губаха Молотовской области к категории РАБОЧИХ ПОСЕЛКОВ, присвоив ему наименование — рабочий посёлок ШУМИХИНСКИЙ.
18 февраля 1954 года было принято решение № 65 Губахинского исполкома об организации Шумихинского поссовета с отнесением к нему по территориальной подчиненности населённых пунктов Рахматулки, Шумихи, Брусляны, Громовой, Кардона, Хутора Воронино, Вилухи и Безгодово.
В декабре 1954 года здесь была пущена в действие шахта имени 40-летия Октября, в начале 1956 года — шахта «Гореловская-2». В 1997 года шахта имени 40-летия Октября закрыта (одной из последних в Кизеловском угольном бассейне) и затоплена.
С 2011 года, согласно Закону Пермского края от 5 марта 2011 года, городской населённый пункт рабочий поселок Шумихинский административной территории города Гремячинска Пермского края переведён к категории сельских населённых пунктов и стал сельским поселком.
С 2004 до 2018 гг. посёлок составлял Шумихинское сельское поселение Гремячинского муниципального района, с 2018 до 2022 гг. входил в Гремячинский городской округ.

## Население
| 1959  | 1970  | 1979  | 1989  | 2002  | 2006  | 2007  | 2009  | 2010  |
| ----- | ----- | ----- | ----- | ----- | ----- | ----- | ----- | ----- |
| 9863  | ↘6308 | ↘5270 | ↘4423 | ↘2248 | ↘1800 | →1800 | ↘1680 | ↘1304 |
| 2012  | 2013  | 2014  | 2015  | 2016  | 2017  | 2018  |       |       |
| ↘1164 | ↘1116 | ↘1031 | ↘982  | ↘925  | ↘864  | ↘814  |       |       |

## Экономика
Единственное промышленное предприятие — участок пермского предприятия по производству древесного угля ООО ПКФ «Карбохим», отделение связи.
С закрытием шахт (1997 год) население поселка, рассчитанного на 50 000 жителей, сократилось во много раз. Сегодня в нём проживают около 800 жителей. Неоднократно предпринимались попытки полностью расселить вымирающий посёлок.
В середине июля 2007 года в Шумихинском начались геологические работы по поиску подземных источников водоснабжения. Если учёные обнаружат достаточные запасы воды, то в поселке могут построить водозабор с использование подземных вод. Пока вода в населённый пункт подается по графику с 10 часов субботы до 20 часов воскресенья.